# I Will (The Beatles-dal)
Az I Will egy dal, amely a The Beatles együttes 1968-as azonos nevet viselő albumán jelent meg. A dal szerzője Paul McCartney és Lennon–McCartney szerzemény. 
A dalt még McCartney komponálta az együttes indiai útja során. A lírai hangvételű szerelmes dalhoz előbb volt meg a dallam (mely Donovan tetszétés is elnyerte), azonban szöveget csak később írt hozzá.  
A dal felvételi munkái 1968 szeptember 16-án kezdődtek meg és fél éjszakán át eltartottak. A dal rögzítésekor George Harrison nem vett részt a felvételi munkákban. A dalon McCartney akusztikus gitáron, John Lennon ütőshangszereken, Ringo Starr pedig bongon, maracason és cintányéron játszik. A dalhoz 67 felvételt rögzítettek, melyből a 65. lett kiválasztva.
1994 nyarán, az Anthology sorozat forgatása alatt McCartney, Harrison és Starr újból eljátszotta a dalt.

## Közreműködött
Ian MacDonald szerint:

### The Beatles
- Paul McCartney – ének, akusztikus gitárok, vokális basszus
- John Lennon – ritmushangszerek
- Ringo Starr – cintányérok, bongo, maracas